# NGC 4987
NGC 4987 é uma galáxia elíptica (E) localizada na direcção da constelação de Canes Venatici. Possui uma declinação de +51° 55' 46" e uma ascensão recta de 13 horas, 07 minutos e 59,0 segundos.
A galáxia NGC 4987 foi descoberta em 26 de Abril de 1789 por William Herschel.